# Karen Grassle
Karen Grassle (ur. 25 lutego 1942 w Berkeley) – amerykańska aktorka telewizyjna, znana przede wszystkim z roli Caroline Ingalls w długoletnim serialu Domek na prerii. 
Absolwentka londyńskiej Królewskiej Akademii Sztuki Dramatycznej. Zaczynała od gry w teatrze, do którego powróciła w latach 80.

## Wybrana filmografia
- 1994 – Wyatt Earp
- 1985 – Powtórne narodziny
- 1974-84 – Domek na prerii